# Louis-Adolphe Bertillon
Louis-Adolphe Bertillon (Párizs, 1821. április 1. – Neuilly, 1883. február 28.) francia orvos, antropológus, statisztikus, gombabiológus. Botanikai szakmunkákban nevének rövidítése: „Bertil.”.

## Élete
Orvosi tanulmányokat végzett, majd sok éven át praktizált is, mint gyakorló orvos. Az 1870-es forradalom után jószolgálati intézmények főfelügyelőjének nevezték ki. Egyike volt a párizsi antropológiai iskola alapítóinak, ahol 1876-ban professzori kinevezést kapott. Demographic figurée de la France (Franciaország demográfiai mintázata) című, 1874-ben megjelent kiadványa ügyes statisztikai tanulmány a franciaországi népességről. Neuillyben hunyt el, 1883. február 28-án.
Botanikusként is számon tartják, gombák kutatásával foglalkozott és ő volt néhány Amanita faj (pl. a hegyeskalapú galóca és szürke galóca) leírója. Neve az általa leírt taxonok tudományos nevében Bertill. formában szerepel.
Egyik fia, Alphonse Bertillon az antropometria kidolgozójaként ismert, másik fia, Jacques ugyancsak neves statisztikus lett.

## Művei
- Valeur philosophique de l'hypothèse du transformisme, Masson és fia, 1871
- Les Mouvements de la population dans les divers États d'Europe et notamment en France
- Démographie figurée de la France, 1874
- Dictionnaire des sciences anthropologiques

## Fordítás
- Ez a szócikk részben vagy egészben  a   Louis Bertillon című angol Wikipédia-szócikk fordításán alapul.  Az eredeti cikk szerkesztőit annak laptörténete sorolja fel. Ez a jelzés csupán a megfogalmazás eredetét és a szerzői jogokat jelzi, nem szolgál a cikkben szereplő információk forrásmegjelöléseként.